# Toyota Celica GT-Four

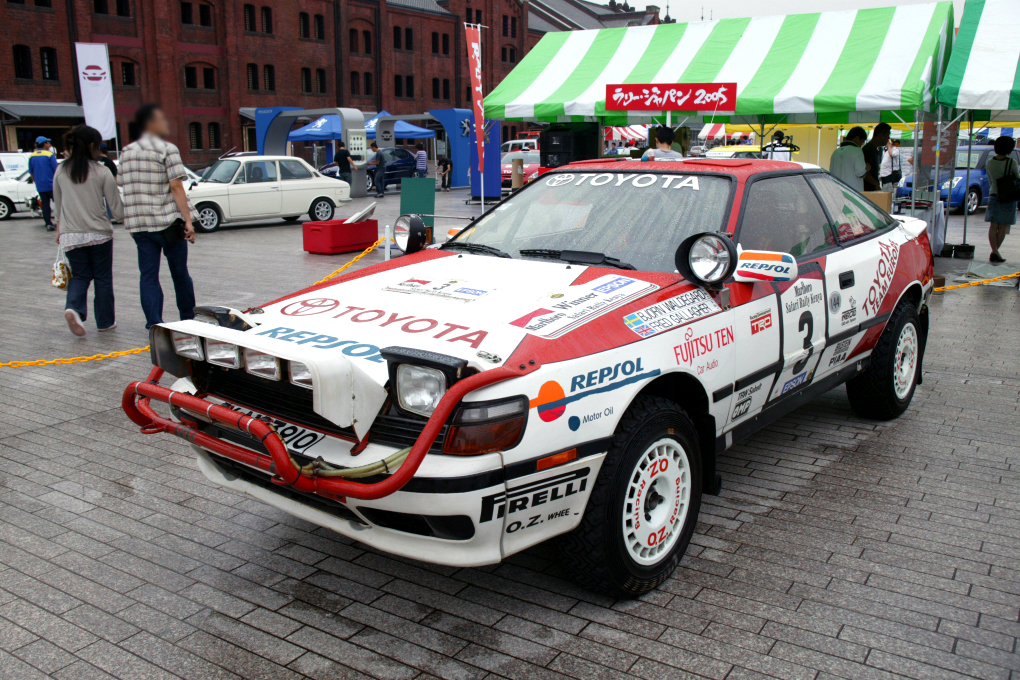
De competitieve versie van de Celica GT-Four (ST165)

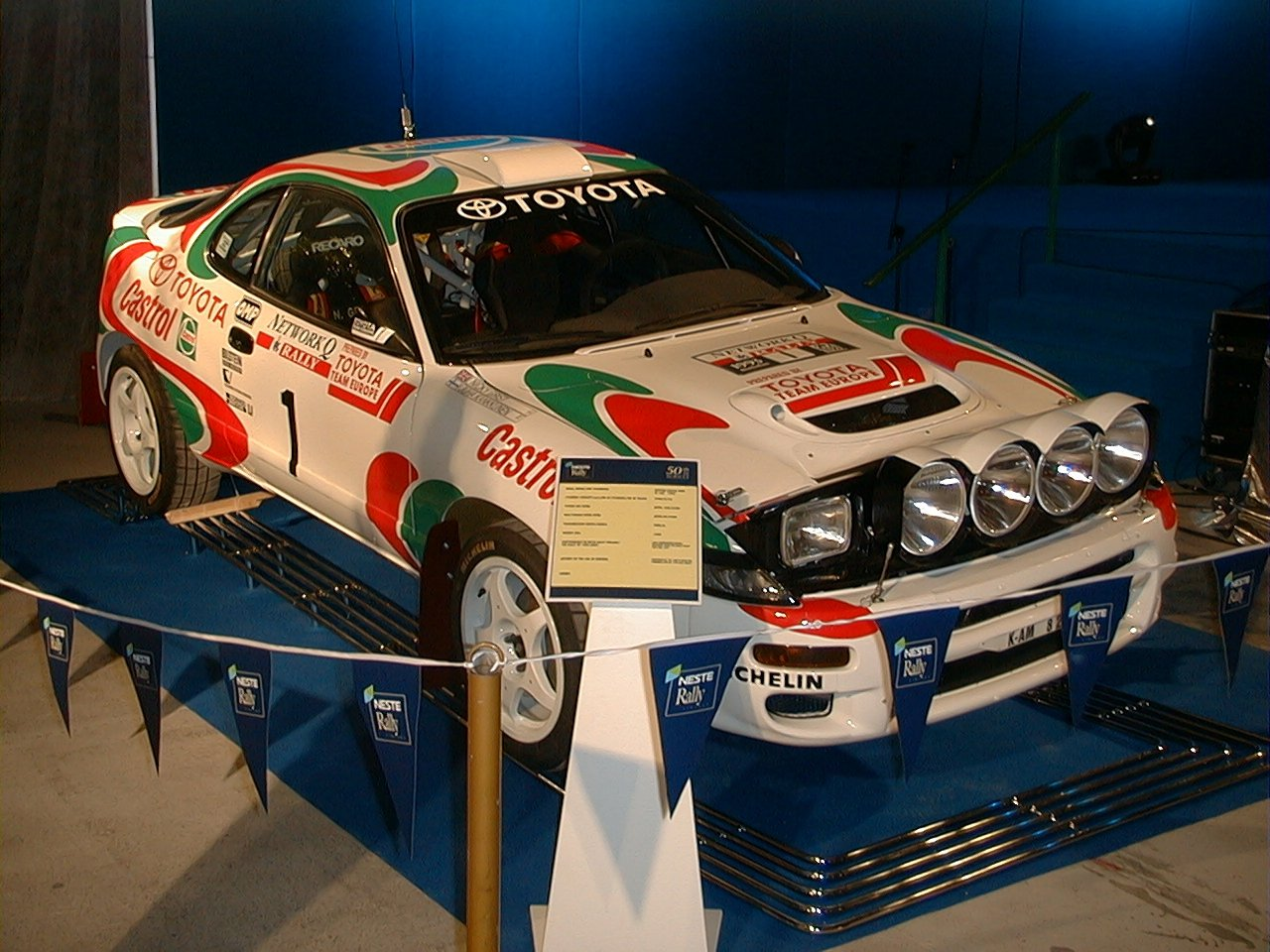
De competitieve versie van de Celica GT-Four (ST185)

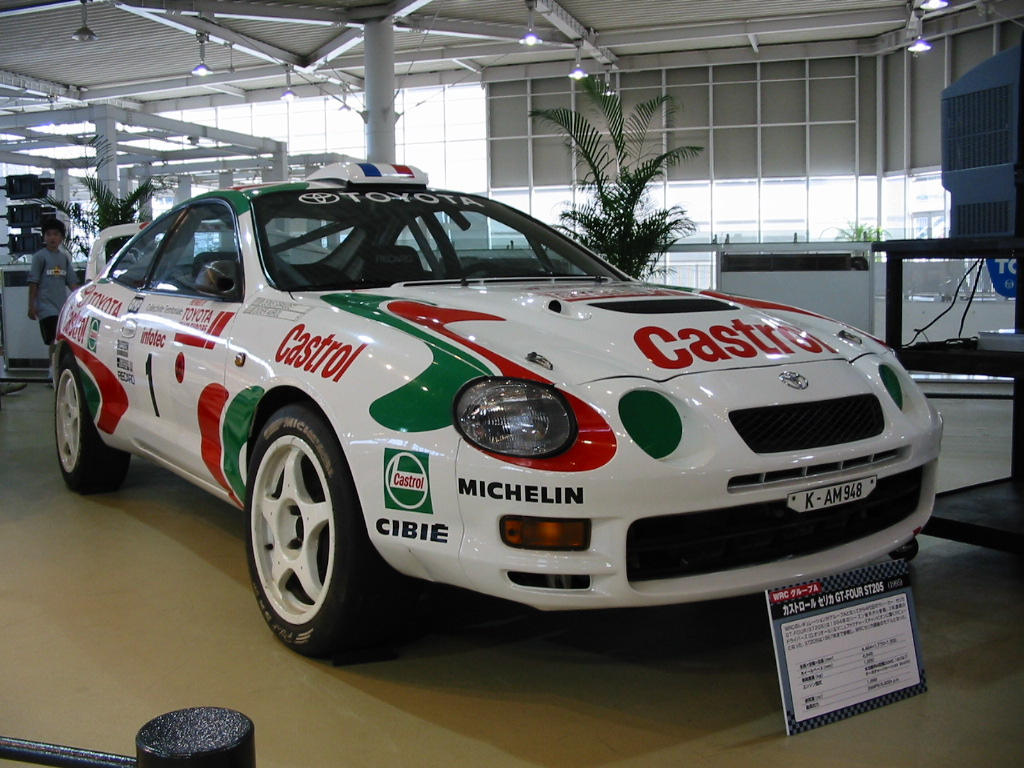
De competitieve versie van de Celica GT-Four (ST205)

De Toyota Celica GT-Four, ook wel Toyota Celica GT4, is een sportieve versie van de Toyota Celica, die werd ontworpen ten goede zich te kwalificeren voor een Groep A auto in het Wereldkampioenschap Rally, waar het in verschillende vormen deelnam tussen 1988 en 1995. De straatversie werd tussen 1986 en 1999 geproduceerd. 
Er zijn drie versies van de Celica GT-Four verschenen:
- ST165 (1986-1989)
- ST185 (1989-1993)
- ST205 (1994-1999)

De auto won voor Toyota in totaal dertig WK-rally's. Carlos Sainz werd er wereldkampioen mee in 1990 en 1992, Juha Kankkunen in 1993 en Didier Auriol in 1994. Toyota greep als eerste niet-Europese fabrikant naar de titel bij de constructeurs in 1993 en 1994. In 1997 introduceerde Toyota de opvolger, de Corolla WRC, in het kampioenschap. 